# Arte di strada
L'arte di strada (in inglese street art) nasce come evoluzione del Graffitismo con il quale condivide il luogo d'azione (il contesto urbano) e molti mezzi espressivi utilizzati (bombolette spray, stencil, stickers, aerografia, colori acrilici, poster, disegni a mano libera). Ciò che differisce tra i graffiti e il più ampio campo della street art è anzitutto il passaggio da un'arte prettamente calligrafica quale è il writing, a una figurativa, che si ricollega quindi al muralismo. In alcuni casi, la motivazione dell'artista può altresì rispondere all'esigenza di esprimere un messaggio diretto (politico, sociale, di rivolta) e non solo un valore estetico o l'affermazione di una identità.

## Arte di strada o arte urbana
Il termine è riferito a quelle forme di arte che si manifestano in luoghi pubblici, spesso illegalmente, nelle tecniche più disparate: bombolette spray, adesivi artistici, arte normografica, sculture, ecc. La sostanziale differenza tra l'arte di strada e i graffiti si riscontra nella tecnica non per forza vincolata all'uso di vernice spray e al soggetto non obbligatoriamente legato allo studio della lettera, mentre il punto di incontro che spesso fa omologare le due discipline rimane il luogo e alle volte alcune modalità di esecuzione, oltre all'origine mediatica della terminologia (originariamente nota come graffitismo o writing). Il termine street art viene dunque ad assumere una doppia valenza nell'uso comune: da un lato diviene un termine-ombrello che include tutti i filoni dell'arte spontanea di strada; dall'altro va a indicare ciò che esce dal calligrafico per puntare specificamente al figurativo.
Nei decenni il writing è stato associato alla cultura hip hop, ma solo successivamente alla sua nascita, e per volontà dei media e non dei primi artisti e pionieri.
Le motivazioni che spingono tantissimi giovani a intraprendere questo percorso non canonico dell'arte possono essere molto varie. Per alcuni è una forma di critica verso la proprietà privata, rivendicando le strade e le piazze; spesso, nell'arte di strada, si fa una contestazione contro la società o contro la politica. Per altri è più semplicemente un modo per esporre liberamente, senza i vincoli di gallerie e musei; quindi una maniera per autopromuoversi e operare in piena autonomia. L'arte di strada offre infatti la possibilità di avere un pubblico potenzialmente vastissimo, spesso molto maggiore di quello di una tradizionale galleria d'arte.

## Storia dell'arte di strada
Varie forme d'arte non autorizzate hanno da sempre caratterizzato i muri e gli spazi pubblici delle città, ma da circa tre decenni questi segni espressivi sono notevolmente aumentati di numero, dando vita a qualcosa di effettivamente nuovo, anche mediaticamente. Questo fenomeno socio-culturale ha ormai guadagnato, tramite le sue influenze sulle arti visive e sulla pubblicità, una rilevanza unica sul panorama della creatività contemporanea.
Intorno all'anno 2000, tra Francia, Inghilterra, Spagna, Germania e Italia, si assiste a qualcosa di differente per le strade: numerosi graffitari abbandonano l'etnocentricità del movimento del graffitismo e, proponendo lavori su poster o vernice su muro, manifestano la loro esigenza d'espressione in una tensione costante verso la comunicazione di massa, cercando di ingaggiare un nuovo, più vasto pubblico. I graffitari finiscono così per unirsi e fondersi con diversi creativi di street (artisti, fotografi, poeti), già in polemica sottile o aperta con l'establishment dell'arte.
Banksy, attivo già a Londra nei primi anni del 2000, attraverso l'allora poco conosciuta pratica della guerrilla art, ha estrapolato e diffuso più di chiunque il concetto di arte in luogo urbano: stencil a spray immediatamente traducibili e trasversali rispetto alla società che comunicano tematiche sociali quali la necessità di libertà d'espressione, il pacifismo, la brutalità della repressione poliziesca, la conformità della morale a regole di sola facciata, l'antiproibizionismo e il rispetto della libertà sessuale e di coscienza. Gli interventi di Banksy diventarono subito dei fenomeni virali e mediatici anche grazie alla diffusione dei cellulari con videocamere e il sempre più facile accesso a internet. Il suo tipo di arte ha evidenti legami con la pop art, il graffitismo, la controcultura della contestazione artistica (attivismo) e la subcultura punk, ponendosi però in un nuovo livello a cavallo tra comunità sociale e mondo dell'arte, rivolto in modo equo verso gli artisti, verso i fruitori dell'arte e verso i non addetti ai lavori.
Eppure vi è stata una generazione di artisti che ben prima della svolta di numerosi writers verso la street art, operava quasi esclusivamente in strada o utilizzava ampiamente il luogo pubblico per le proprie performance. Outsiders ed eclettici scrivevano sui muri o utilizzavano colla e carta già negli anni '50 e '60. La contestazione studentesca tra gli anni '60 e '70 ha conosciuto diversi casi artistici degni di nota. Verso gli anni '80 emerge un nuovo approccio, non necessariamente politico o attivista, ma sempre di più indirizzato verso "art pour l'art". La tecnica dello stencil, per esempio, passa di mano: non più soluzione ideale valida per slogan e loghi a sfondo politico o sociale (musica, sport o femminismo) ma tecnica rapida per eseguire i propri disegni; la città adesso viene intesa come una galleria o un palcoscenico gratuito da poter sfruttare e questo avviene in diverse parti del mondo, dove emergono artisti consapevoli e con una grande carica espressiva. Parigi è luogo ideale di sperimentazione: prima con Daniel Buren, Christo, Ernest Pignon-Ernest, Gérard Zlotykamien, poi con artisti come Jeff Aerosol o Blek le Rat. Nelle città della costa orientale degli Stati Uniti operavano artisti come John Fekner, Richard Hambleton, Keith Haring, Jean-Michel Basquiat, proprio negli stessi anni in cui emergeva il fenomeno dei graffiti writing.

## L'arte di strada in Italia
L'arte urbana italiana ha raggiunto una notorietà europea dai primi anni duemila, con l'emersione di tre scuole riconducibili a Milano, Bologna e Roma.
Anche in Italia negli anni '80 avviene lo scollamento in luogo pubblico tra l'arte di matrice sociopolitica e l'arte apolitica; aumentano gli interventi e i murales senza un vero messaggio o un preciso destinatario. A Pisa, il graffitista statunitense Keith Haring, dipinge il murale Tuttomondo, nel 1989. Con l'ingresso della generazione dei graffiti e l'uso massiccio di internet nel primo decennio del 2000, la street art cambia pelle, si diffonde a livello di massa e cambia marcia.
Dopo il 2000 possiamo nominare l'artista pop Bros, Ozmo, Microbo e Bo130, il poeta di strada Ivan Tresoldi, 2501, Pao, l'iperealista Neve, 108, Pus, Nais, Cristian Sonda, Abbominevole, Ogre, Dem, Zibe, l'illustratore Tvboy. Importanti sono le esperienze negli anni '10 del 2000 del collettivo laboratoriale Orticanoodles, i collettivi CaneMorto, Cani e Porci e OX Crew.

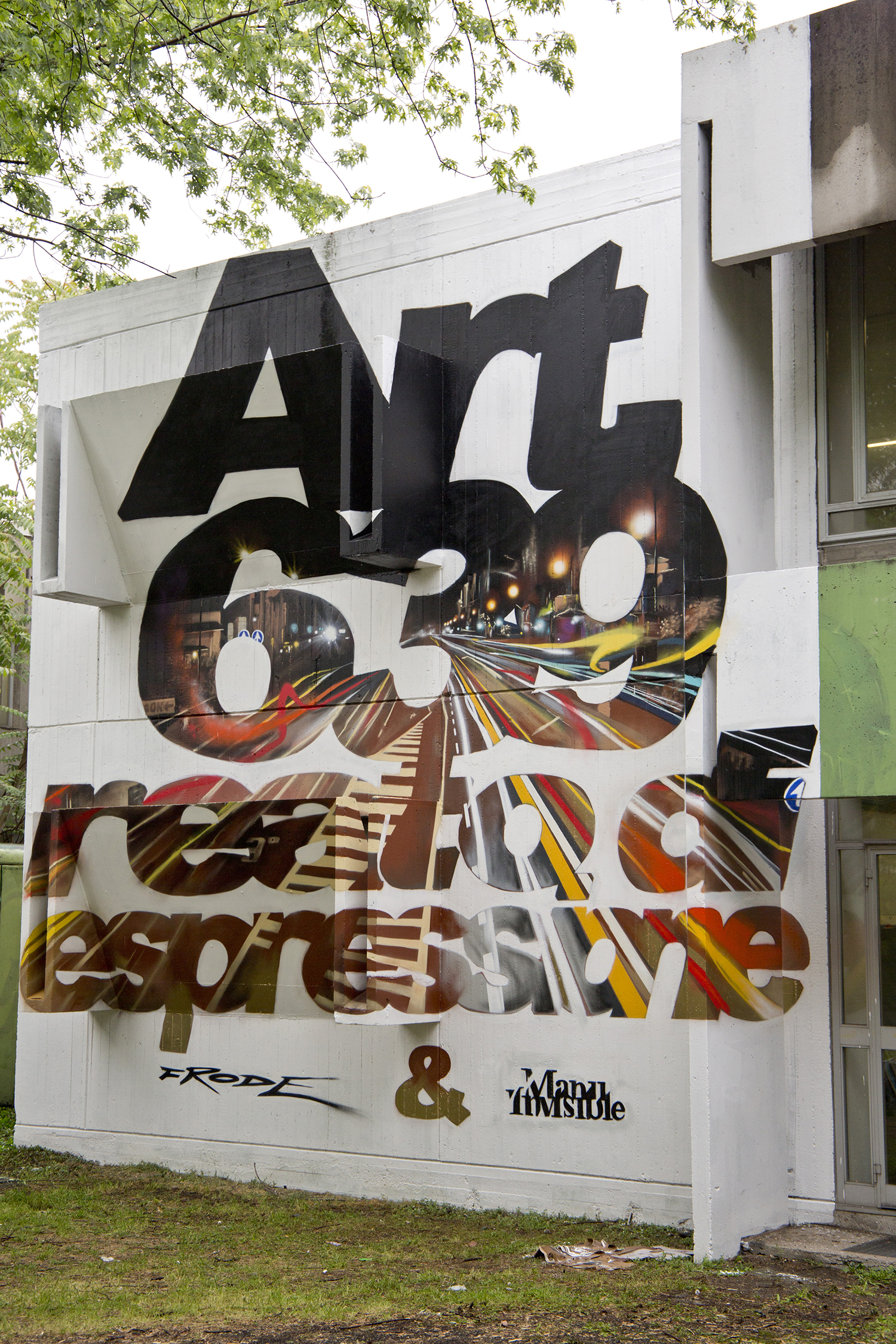
"Art.639 Reato di Espressione" opera di Manu Invisible e Frode

Nel 2016 la Corte di Cassazione propugna un'importante precedente in ambito giuridico in Italia: il proscioglimento in formula definitiva dello street artist Manu Invisible, che a seguito della realizzazione di un murale a Milano, venne denunciato per reato di imbrattamento (Art.639 c.p.).
Della scuola bolognese, nonché particolarmente indicativi rispetto alle esperienze stilistiche e pratiche sopracitate, dopo Pea Brain emergono Blu, artista di strada e videoautore ormai di fama mondiale, Ericailcane, il cui immaginario che ibrida uomo e animale l'ha portato ad essere anch'esso uno dei più noti artisti di strada italiani nel mondo ed Eron, attivo dagli anni novanta tra Rimini e Bologna; Dado, conosciuto a livello internazionale per lo stile del suo lettering, è passato dalle pareti delle hall of fame di quartiere a lavori commissionati che occupano intere facciate.
Sten Lex, artisti caratterizzati dall'utilizzo esclusivo dello stencil come medium, iniziano la loro attività a Roma nella seconda metà del 2000. Tra i romani ricordiamo anche Jb Rock, Lucamaleonte, Diamond, Solo e Alice Pasquini. Appartenente alla scena bolognese ed in parte anche a quella romana, Andreco, legato ai temi della natura con sconfinamenti anche nell'arte pubblica e nell'arte concettuale.
Anche in Italia il fenomeno della street art era inizialmente relegabile ad una certa cultura underground, parallela al mondo dell'arte istituzionale e ufficiale, quindi diversa per intenti e ambienti (nessun permesso, nessun luogo convenzionale). Negli anni, il notevole interesse che questa forma d'arte ha saputo attrarre su di sé ha influito anche alla sua emersione. I nomi più in vista della scena italiana operano adesso quasi unicamente all'interno di festival istituzionali o si esibiscono in mostre a tema nei luoghi deputati all'arte.
La street art è vista sempre meno come un fenomeno riconducibile o assimilabile con il vandalismo, sebbene è una forma d'arte che non può prescindere dal suo elemento saliente, ovvero la subalternità alle regole. In controtendenza a questo fenomeno, o autori che lavorano ancora in forma mista tra istituzionale e illegale, possiamo ricordare il Collettivo FX di Reggio Emilia, Guerriglia Spam di Firenze, Nemo's, Ivan Tresoldi, il collettivo Cane Morto, Biancoshock, Rub Kandy e Elfo.

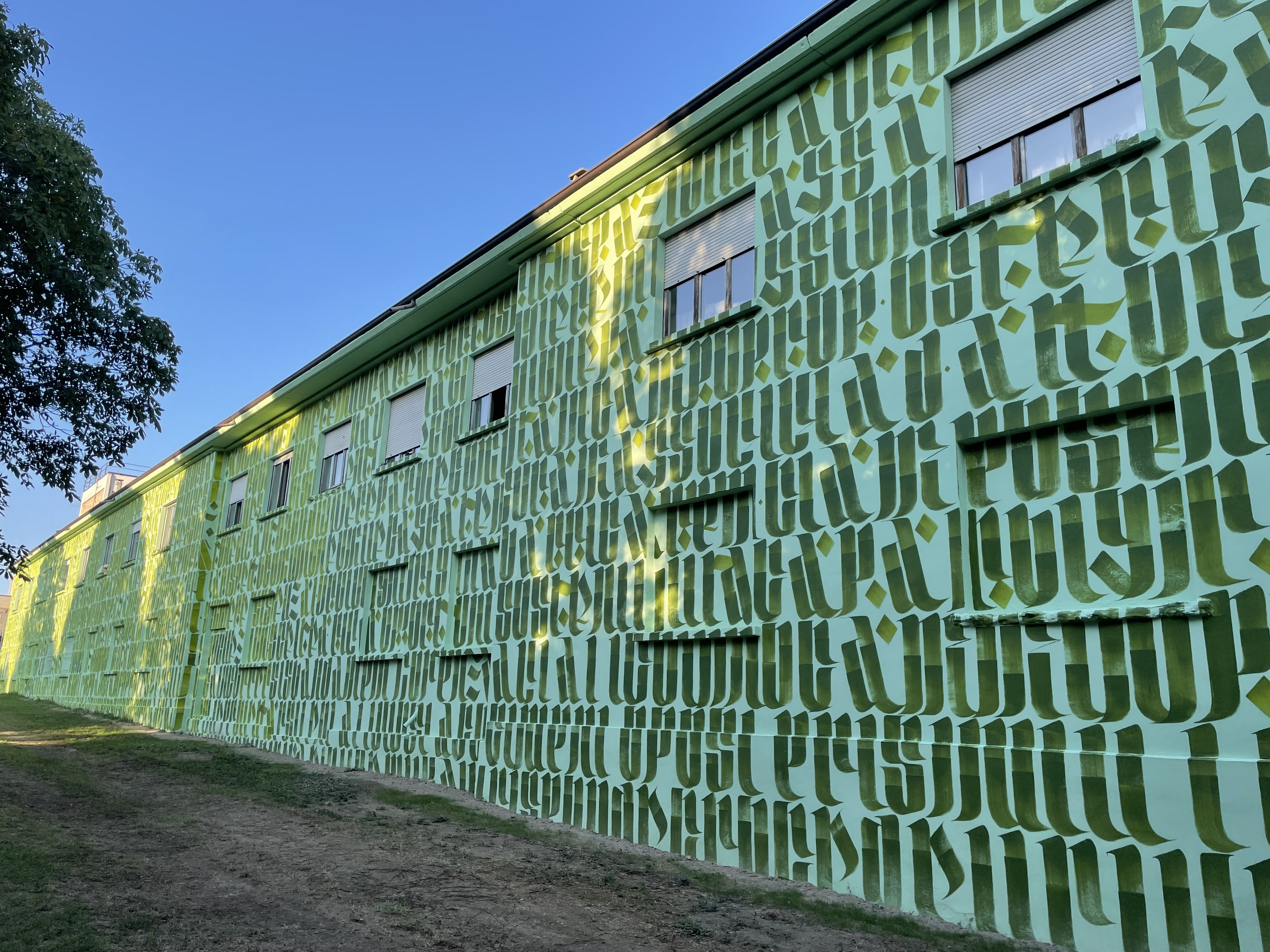
Ivan Tresoldi, Chi getta semi al vento, Horti Borromaici, Pavia

## Festival e mostre
Nel 1981, il Washington Project for the Arts organizzò la mostra Street Works, che vide la partecipazione di pionieri dall'arte urbana come John Fekner, Fab Five Freddy e Lee Quinones che realizzarono le loro opere direttamente per strada.
Nel 2001 inizia il NuArt Festival, uno dei primi e dei più longevi festival di arte di strada, a cui hanno preso parte moltissimi artisti e curatori da tutto il mondo, si svolge ogni anno a Stavanger in Norvegia.
Il Sarasota Chalk Festival fu fondato nel 2007, inizialmente ospitando artisti provenienti dalle varie parti degli Stati Uniti per poi allargarsi ad artisti di tutto il mondo. Nel 2011 il festival introdusse il programma di murali Going Vertical e il progetto Cellograph di accompagnamento a disegni di strada realizzati da artisti di fama. Durante questo festival sono stati prodotti molti film sugli artisti partecipanti, sulle loro opere e sugli eventi speciali.
Il Living Walls è una conferenza annuale di arte di strada che si tiene dal 2009. Nel 2010 si svolse ad Atlanta e l'anno successivo in modo congiunto tra Atlanta e Albany. Living Walls ha promosso attivamente l'arte di strada anche all'Art Basel Miami Beach del 2011.
A Richmond, in Virginia, dal 2012 si svolge l'RVA Street Art Festival organizzato da Edward Trask e Jon Baliles. Nella prima edizione il festival ebbe luogo lungo il Canal Walk; l'anno successivo nell'edificio abbandonato GRTC sulla Cary Street.
Il Pasadena Chalk Festival, evento annuale a Pasadena, è il più grande festival di arte di strada del mondo secondo il Guinness dei primati. L'edizione del 2010 coinvolse circa 600 artisti di ogni età e livello e attirò oltre 100 000 visitatori.
Ad aprile 2018 l'Universal Museum of Art (UMA) ha organizzato una grande mostra di arte di strada intitolata A Walk Into Street Art. Questa mostra tramite l'uso di realtà virtuale ha ospitato opere di Banksy, JR, Jef Aérosol, Vhils, Shepard Fairey, Keith Haring tra gli altri.
Numerosi sono i festival di arte di strada che si svolgono anche nel resto il mondo. Tra i principali si annoverano Urban Art che si svolge a Brixton, Londra; il Mural Festival di Montréal; il Bloop Festival di Ibiza; il Graffiato Street Art Festival di Taupo, Nuova Zelanda; il Pow! Wow! di Rotterdam.
Per quanto riguarda l'Italia, dagli anni 2000 vi è stato un continuo crescendo di mostre ed eventi tematici, occasioni per gli artisti e il pubblico di venire facilmente in contatto anche in luoghi istituzionali. Una mostra sicuramente emblematica fu "Street Art Sweet Art" al PAC di Milano, 2007 e Scala Mercalli a Roma del 2009.
Dal 2008 al 2012 avvenne, con risonanza anche all'estero, il Fame Festival di Grottaglie.
Dal 2008 ad Ancona si svolge Popup! uno dei primi festival di street art in Italia, seguirà fino al 2015. Alla prima edizione parteciparono artisti italiani quali: 108, Allegra Corbo, Andreco, Blu, Dem, Ericailcane, Moneyless, Run, Ozmo e molti altri.
Nel 2012 in Calabria nasce il progetto Gulìa Urbana che negli anni diventa un punto di riferimento per artisti nazionali e internazionali catalogandosi come uno dei progetti più produttivi e importanti a livello europeo.
Dal 2012 a Bologna si svolge il festival Frontier, un progetto che prevede la realizzazione di murales di grande formato su muri concessi dai proprietari o dal Comune, che ha visto nel corso degli anni la partecipazione di importanti street artist internazionali, tra cui: Phase 2, Honet, Daim, Does, Eron, Andreco, M-City, HItnes, Cuoghi Corsello.
Nel 2013 è nato, sempre a Bologna, il Cheap Festival dedicato interamente alla poster art, l'arte di strada su supporto cartaceo, di cui il più noto esponente è Shepard Fairey (Obey). Oltre ad ospitare artisti noti nel panorama della street poster art, il festival propone ogni anno una Open Call for Artist per raccogliere lavori da ogni parte del mondo, che vengono selezionati e affissi sulle bacheche comunali dismesse disseminate in tutto il centro storico della città, riutilizzando spazi urbani abbandonati ma sotto gli occhi di tutti per dare spazio a nuovi artisti emergenti.
Nel 2014 l'arte di strada italiana è stata tema di una mostra allestita presso l'Italian Cultural Institute di New York. La mostra ha presentato il lavoro e il percorso creativo autoriale e personale di una generazione di artisti caratterizzati da una forte presenza urbana e dal tentativo di stabilire un dialogo tra avanguardie artistiche.
Nel 2014 l'arte di strada italiana insieme a quella francese entra nel museo MACRO Testaccio (La Pelanda) di Roma con la mostra Urban Legends. Tra gli artisti italiani in mostra: 108, Andreco, Eron, Lucamaleonte, Moneyless.
A Siracusa, tra ottobre e novembre 2021, alcuni giovani si sono resi protagonisti di un progetto di rigenerazione urbana denominato "Mimesi fest", pitturando alcune palazzine di edilizia popolare nel quartiere di Bosco Minniti con svariate opere d'arte di strada, correlato inoltre da un festival che ha coinvolto, oltre all'amministrazione comunale che ha patrocinato e sostenuto il progetto, anche residenti e studenti.

## Tipi di arte di strada
- Yarn bombing
- Graffitismo
- Spray paint art
- Sticker art
- Artista di strada